# Clarissa Ward
Clarissa Ward (New York, 31 januari 1980) is een Amerikaanse correspondent en journaliste. Sinds eind 2015 werkt zij als chief international correspondent voor CNN.
Eerder werkte zij voor CBS News met als standplaats Londen. Daarvoor was Ward correspondente voor nieuwsprogramma's van ABC News.

## Afkomst en opleiding
Wards familie komt uit Londen en New York. Zij studeerde aan de Yale-universiteit en kreeg een eredoctoraat in de letteren van het Middlebury College in Vermont.

## Carrière

### Vroege loopbaan
Ward begon haar loopbaan in 2003 bij Fox News als assistente in de late dienst. Van 2004 tot 2005 was Ward redacteur in New York voor Fox News. Ze werkte op de internationale redactie, waar zij de coördinatie deed van belangrijke nieuwsfeiten, zoals de gevangenneming van Saddam Hoessein, de tsunami in de Indische Oceaan en het overlijden van Yasser Arafat en paus Johannes Paulus II. 
In 2006 werkte zij als extern producer voor Fox News. Zij produceerde de verslaggeving van de Israëlisch-Libanese oorlog, het medio 2006 door Hamas-strijders kidnappen van korporaal Gilad Shalit en de erop volgende Israëlische militaire actie in de Gazastrook en het strafproces tegen Saddam Hoessein. 
Najaar 2007 was Ward gestationeerd in Beiroet en werkte ze als correspondente voor Fox News. Ze deed verslag van de executie van Saddam Hoessein, de onlusten op de Arabische Universiteit van Beiroet na de moordaanslag op premier Rafik Hariri en de bombardementen op Bikfaya in 2007. 
Ze interviewde prominente persoonlijkheden, zoals generaal David Petraeus, de Iraakse vicepremier Barham Salih en de Libanese president Emile Lahoud. Ook bracht zij een tijd embedded door bij Amerikaanse militairen, gelegerd in Irak, voornamelijk in Baquba, circa 50 km ten noordoosten van Bagdad.

### ABC News
Van oktober 2007 tot oktober 2010 was Ward correspondente voor ABC News met als standplaats Moskou. Zij deed vanuit Rusland verslag ten behoeve van alle ABC-kanalen en -platforms. In opdracht versloeg zij ook de Russische presidentsverkiezingen. Zij was in Georgië ten tijde van de Russische inval op Georgisch grondgebied. Ward werd overgeplaatst naar Peking om daar als Aziatisch correspondent van ABC News te werken, waar zij o.a. verslag deed van de aardbeving en tsunami in het Japanse Tōhoku. Ook deed zij verslag van de oorlog in Afghanistan.

### CBS News
Bij CBS News begon Ward in oktober 2011 als buitenlands-nieuwscorrespondent. Zij was medewerkster van het programma 60 Minutes en verder vanaf januari 2014 inval-anchor voor het programma CBS This Morning.
Zij deed verslag van tal van onderwerpen die wereldnieuws werden, waaronder de Syrische Burgeroorlog, het verblijf van de Chinese mensenrechtenactivist Chen Guangcheng in de Amerikaanse ambassade in Peking en de daarop volgende onderhandelingen van de VS en China, alsmede de Oekraïense omwenteling na de Maidan-revolte in Kiev in 2013.
In haar eerste 60 Minutes-verslag in 2012, deinsden Ward en haar team niet terug voor vuur van sluipschutters en luchtbombardementen in de Syrische stad Aleppo om een van de eerste reportages af te leveren die de groei van het islamistisch extremisme binnen de oppositie beschrijven. 
In juli 2013 berichtte Ward over de onrust in Egypte, terwijl ze filmopnamen maakte op het Tahrirplein in Caïro waar oud-collega CBS-correspondente Lara Logan enkele jaren eerder tijdens de feesten na het aftreden van president Moebarak was aangerand. 
In oktober 2014 keerde Ward undercover terug naar Syrië, waar zij verscheidene westerse jihadi's interviewde over het door hun gevolgde pad naar radicalisering.

## CNN
Op 21 september 2015 maakte CNN bekend dat Ward was toegetreden tot het netwerk en zou berichten en presenteren voor al haar platforms. Ze behield Londen als standplaats. Op 8 augustus 2016 voerde zij het woord tijdens een vergadering van de Veiligheidsraad van de Verenigde Naties over de situatie in de door de burgeroorlog verscheurde stad Aleppo, op basis van haar meer dan tienjarige ervaring als oorlogscorrespondent.
In juli 2018 benoemde CNN Ward tot haar chief international correspondent, waarmee zij Christiane Amanpour in deze rol opvolgde. In 2019 was zij een van de eerste westerse verslaggevers die verslag deed over het leven in de door de Taliban gecontroleerde gebieden van Afghanistan.
Eind 2018 deed Ward in opdracht van CNN een uitgebreid onderzoek naar het toenemende antisemitisme in een zevental Europese landen. De eindreportage werd vanaf eind november enkele weken herhaald uitgezonden in de programmering van CNN International.

## Onderscheidingen
Ward kreeg een George Foster Peabody Award op 21 mei 2012 in New York voor haar journalistieke prestatie in Syrië tijdens de Syrische Burgeroorlog. 
In oktober 2014 maakte Washington State University bekend dat Ward de Murrow Award for International Reporting voor 2015 zou ontvangen. 
Ward ontving voorts twee Emmy Awards, een Alfred I. duPont-Columbia Silver Baton en eerbewijzen van de Radio and Television Correspondents' Association.